# عبدالرحمان بن عزالدین
عبدالرحمان بن عزالدین (انگلیسی: Abderrahman Ben Azzedine؛ زادهٔ ۲۵ دسامبر ۱۹۳۳) بازیکن فوتبال اهل تونس بود.
از باشگاه‌هایی که در آن بازی کرده‌است می‌توان به باشگاه فوتبال اسپرانس تونس اشاره کرد.
وی همچنین در تیم ملی فوتبال تونس بازی کرده‌است.